# Harrowfield
```

```

Harrowfield est une banlieue de l’est de la cité d’Hamilton, située dans l’île du Nord de la Nouvelle-Zélande .